# Acide obéticholique
L'acide obéticholique (ou acide 6-éthylchénodésoxycholique) est un acide biliaire synthétique proche de l'acide chénodésoxycholique. Il est utilisé comme traitement de la stéatose hépatique non alcoolique.

## Mode d'action
Il s'agit d'un stimulateur du récepteur farnésoïde X.

## Efficacité
Sur un modèle animal de rats obèses, il améliore la résistance à l'insuline, semble protéger contre la survenue d'une stéatose hépatique. Chez des rats cirrhotiques, il améliore l'hypertension portale.
Chez les patients porteurs d'une stéatose hépatique non alcoolique, il améliore les lésions histologiques ainsi que le bilan biologique hépatique et la résistance à l'insuline.
Il est également en cours de test dans la cirrhose biliaire primitive avec des résultats favorables.

## Effets indésirables
Le principal effet indésirable est la survenue d'un prurit,. Il est peut-être lié à des effets hépatiques graves, parfois mortels.